# Albert K. Schmauss
Albert Karl Schmauss (* 25. Juli 1915 in Viechtach; † 26. März 2010 in Berlin) war ein deutscher Chirurg und Hochschullehrer.

## Beruf
Nach dem Besuch eines Gymnasiums in Passau studierte Schmauss ab 1933 in München an der LMU Humanmedizin. Unmittelbar nach dem Abschluss des Studiums wurde er am 1. August 1939 zunächst als Unterarzt in eine Gebirgsjägereinheit der deutschen Wehrmacht einberufen. Später erhielt er den Dienstrang eines Stabsarztes.
Nach dem Ende des Zweiten Weltkrieges arbeitete er zwei Jahre lang im Krankenhaus seiner Heimatstadt Viechtach als Assistenzarzt, bis er 1948 eine Ausbildungsstelle zum Facharzt für Chirurgie bei Wilhelm Matthias Hasslinger in Potsdam antreten konnte. 1950 wechselte er nach Berlin an die Chirurgische Universitätsklinik der Charité, deren Direktor zu dieser Zeit Willi Felix war, Schüler und Nachfolger von Ferdinand Sauerbruch. 1951 promovierte Schmauss hier (Thema siehe unter Veröffentlichungen). 1959 folgte die Habilitation (Thema siehe unter Veröffentlichungen). In den Jahren 1952 und 1954 organisierte er als noch junger Arzt im Auftrag von Felix Tagungen der Chirurgen der DDR in Berlin.
1962 übernahm Schmauss für ca. ein Jahr die Leitung der Chirurgischen Poliklinik an der Universitätsklinik Greifswald.
1963 wurde er zum Chefarzt der Chirurgischen Klinik des Berliner Krankenhauses im Friedrichshain berufen (Bezeichnung seit 2001 Vivantes Klinikum im Friedrichshain). Er war damit der Nachfolger von Richard Kirsch, der einem Ruf als Direktor der Chirurgischen Klinik der damaligen Medizinischen Akademie „Carl Gustav Carus“ in Dresden gefolgt war (heute Universitätsklinikum Carl Gustav Carus Dresden).
Schmauss blieb bis zu seiner Emeritierung im Jahre 1981 Chef der Chirurgischen Klinik im Friedrichshain. Unter seiner Leitung war die Klinik eine weithin, auch international, bekannte Behandlungsstätte für Abdominalchirurgie und Infektionen (speziell Therapie von Gasbrand-Infektionen unter Anwendung hyperbarer Oxygenierung).
Schmauss beteiligte sich intensiv an der Gründung und dem Aufbau einer Zentralen Rettungsstelle und Intensivstation (ZRI) am Krankenhaus im Friedrichshain, damals eine fortschrittliche Entwicklung der Krankenhausmedizin.
Eines seiner medizinischen Steckenpferde war die Begutachtung von Patienten, bei denen ein Münchhausen-Syndrom vermutet wurde.
Das Krankenhaus im Friedrichshain war eines der Lehrkrankenhäuser der Charité, und die Ausbildung der hier tätigen Studenten wurde während der Ägide von Schmauss ebenso wie die Facharztausbildung sehr ernst genommen. Bekannt war seine Strenge bei der Facharztausbildung und -prüfung, die so manchen Kandidaten bewog, kurz vor der Prüfung seine Klinik zu verlassen, um woanders bei vermeintlich milderen Prüfern seine Chancen zu erhöhen.
Albert K. Schmauss war von 1969 bis 1971 Vorsitzender des Ostberliner Teils der Berliner Gesellschaft für Chirurgie und darüber hinaus bis 1989 Ehrenmitglied der Gesellschaft.
Große Verdienste erwarb er sich von 1956 bis 1958 in Nordvietnam beim Aufbau der Chirurgischen Universitätsklinik und beim Aufbau und Betrieb des „Krankenhauses der Vietnamesisch-Deutschen Freundschaft“, beide in Hanoi. Im Auftrag der WHO half er auch in Belgisch-Kongo sowie in China und Kambodscha.
Nach seiner Emeritierung betätigte er sich u. a. als Gutachter bei der Staatlichen Versicherung der DDR. Die Zeitschrift Der Spiegel bezeichnete ihn 1989 in einem Artikel vom 23. April 1989 (Heft 17/1989) als "Kunstfehler-Experten".

Als Folge der 3. Hochschulreform der DDR (Ende der 1960er Jahre) nahm in den 1970er Jahren die Zahl der medizinischen Promotionen in der DDR deutlich ab. Die DDR hatte quasi das sowjetische Modell der Stufen wissenschaftlicher Qualifizierung übernommen: Demzufolge wurde auch in der Medizin eine Diplomarbeit als Voraussetzung für eine Dissertation gefordert.
In der Zeit nach der oben erwähnten Hochschulreform wurden dadurch viele junge Ärzte, die bereits von Doktorvätern Dissertationsthemen erhalten und bearbeitet hatten, damit konfrontiert, dass die abgeschlossenen Arbeiten nicht mehr als Doktorarbeit anerkannt wurden (Es gab allerdings auch Ausnahmen.). Sie sollten jetzt zur Erlangung des Dipl.-Med. dienen. Möglicherweise wurde den DDR-Politikern aber allmählich klar, dass die Anzahl promovierter Mediziner im Vergleich zum Westen Deutschlands rapide abnahm. Jedenfalls wurden in den 1980er Jahren Dissertationen von Medizinern wieder gefördert und Schmauss, in seiner Eigenschaft als Professor an der Akademie für Ärztliche Fortbildung der DDR, verhalf zahlreichen Ärzten zu einer Doktorarbeit.
Bis zu seinem 88. Lebensjahr wirkte Schmauss als Patientenfürsprecher im Vivantes Klinikum im Friedrichshain.
Bemerkenswert ist, dass Schmauss kein Mitglied der SED war.

## Privates
Seine Eltern besaßen eine Gaststätte (noch heute als Hotel Schmaus in Viechtach im Bayerischen Wald bekannt). Albert K. Schmauss hatte vier Brüder.
Aus seiner ersten Ehe entstammte die Tochter Uta Schmauss (1948–2023). In zweiter Ehe war Schmauss ab 1953 ca. 10 Jahre lang mit Lily Schmauss (1920–2006) (auch bekannt als Lily Leder oder Lilli Schmaus-Leder), einer Dramaturgin, Dozentin und Übersetzerin, verheiratet. Davor war Lily Schmauss die (zweite) Ehefrau des Schriftstellers Stephan Hermlin gewesen. Die Schauspielerin Cornelia Schmaus (geb. 1946), eine Tochter von Lily Schmauss und Stephan Hermlin, wurde von Albert K. Schmauss adoptiert. Zusammen hatten Lilly und Albert K. Schmauss noch eine Tochter: Die Molekularbiologin Claudia Schmauss (geb. 1955), die heute in den USA lebt.
Albert K. Schmauss wurde in Viechtach begraben.

## Veröffentlichungen
Schmauss veröffentlichte über 150 wissenschaftliche Arbeiten und Buchbeiträge.
Auswahl:
- Wirkungsmechanismus der Hormontherapie beim Mammakarzinom und die Aussichten der prophylaktischen Hormonanwendung zur Verbesserung der Behandlungsresultate, Medizinische Dissertation vom 10. Juli 1953, Berlin Humboldt-Universität[8]
- Experimentelle und klinische Untersuchungen über die hormonale Ätiologie des Mammakarzinoms in der Menopause und im Senium, Habilitationsschrift vom 15. Dezember 1959, Berlin, Humboldt-Universität[9]
- Die FSH-Ausscheidung bei postklimakterischen Brustkrebsträgerinnen. Klin Wochenschr 32, 122–124 (1954).[10]
- Experimentelle Untersuchungen über die Hemmung des Hypophysenvorderlappens durch Steroidhormone und ihre Bedeutung für die Hormonbehandlung des inoperablen Mammakarzinoms und die prophylaktische Hormonbehandlung bei der Radikaloperation. In: Arzt, L. (eds) Achte Österreichische Ärztetagung Salzburg [1954]. Österreichische Ärztetagung, vol 8. Springer, Vienna.[11]
- mit Bahrmann E., Fabian W.: Gasgangrene therapy and hyperbaric oxygenation. Zentralbl Chir 1973; 98(25):912-925
- mit Kleinau W.: 100 Jahre Chirurgie im Städtischen Krankenhaus im Friedrichshain. Zentralbl Chir 1974;99:1252-9
- Gasbrand nach intramuskularen Injektionen. Z Arztl Fortbild (Jena) 1974; 68: 41-47
- Operationen bei Appendizitis. In: Bier-Braun-Kümmel: Chirurgische Operationslehre - Hrsg.: E. Derra, P. Huber, W. Schmitt - J.A. Barth-Verlag Leipzig 1975 - Bd. IV/II, S. 177–204
- Frühdiagnose der akuten Appendizitis - Dt. Ges.-Wes. 31 (1976) 397-401
- Akute Cholezystitis - Frühoperation oder primär konservative Therapie. Stellungnahme zur Arbeit von R. Oettel - Dt. Ges.-Wes, 33 (1978) 2190-2191
- Der Gasbrand. Z Ärztl Fortbild (Jena) 1987; 81:109-115.

## Ehrungen und Auszeichnungen
- Ehrenmitglied der Chirurgischen Gesellschaft Berlins[1] bzw. der Berlin-Brandenburgischen Chirurgischen Gesellschaft
- Ehren- bzw. korrespondierendes Mitglied mehrerer internationaler wissenschaftlicher Gesellschaften[1]
- 1973 Verdienter Arzt des Volkes[12]
- 1985 Orden der Freundschaft der Sozialistischen Republik Vietnam[13]
- Ehrenmitglied des Alumni-Clubs der Charité[14]